# Frente Zapatista de Liberación Nacional
El Frente Zapatista de Liberación Nacional fue una organización política y social de ideología zapatista adherida al Ejército Zapatista de Liberación Nacional, activa desde su fundación el 14 de septiembre de 1997 hasta su disolución en octubre de 2005.

## Historia
El Frente Zapatista de Liberación Nacional (FZLN) se definió como un movimiento sociopolítico dentro de México con la pretensión de implantar en la sociedad la democracia, la justicia y la libertad, exigiendo a la vez el reconocimiento de los derechos de los indígenas mexicanos, como continuación del alzamiento revolucionario iniciado en 1994 por el Ejército Zapatista de Liberación Nacional (EZLN).

### Fundación
El FZLN se fundó en 1997 a propuesta del EZLN, comunicada a través de la Cuarta Declaración de la Selva Lacandona. Tal propuesta consistió en la fundación de una organización civil basada en la ideología zapatista del propio Ejército Zapatista y del "neozapatismo" sostenido por un amplio sector de la sociedad civil tanto mexicana como internacional. Entre el 13 y el 17 de septiembre de ese mismo año, en la Ciudad de México, tuvo lugar el Congreso Fundacional del FZLN con la presencia de 1.111 bases de apoyo zapatistas y representantes de otras organizaciones indígenas de izquierda que, bajo la influencia de la ideología de la Revolución mexicana de principios del siglo XX, instituida en su mayor parte por Emiliano Zapata (y resumida en la frase La tierra es para quien la trabaja), parieron los documentos de constitución del Frente Zapatista.
A pesar de todo, el FZLN afirma ser un movimiento de organización, pensamientos, planeación y acciones. Su organización se basaba en los denominados Comités Civiles de Diálogo, si bien no fue una organización finalizada, pues el FZLN esta, por así decirlo, constantemente en construcción.
A pesar de la propulsión del EZLN y de que éste entendía al Frente como una organización análoga urbana, el FZLN en Jalisco cuenta con representantes del EZLN (comandante tacho y José), así como decanos del ITESO, Universidad de Guadalajara (El panzas), políticos, masones y considerable cantidad de prostitutas y gente de la calle, 
indígenas cocas y nahuas de las zonas aledañas, así como una cantidad considerable de campesinos en territorio estatal; siendo organizaciones independientes al menos en su carácter organizativo (el civil o el militar respectivamente).

### Disolución
A raíz de la publicación por el Comité Clandestino Revolucionario Indígena-Comandancia General del Ejército Zapatista de la Sexta Declaración de la Selva Lacandona, en la que el EZLN anunciaba una nueva serie de movilizaciones políticas cercanas a la ciudadanía con la aparición de La Otra Campaña, el FZLN decidió en votación disolver la organización y devolver la denominación de Frente Zapatista de Liberación Nacional al EZLN para que éste pueda disponer de tal denominación en el futuro.